# Marcial Badia Arnal
Marcial Badia Arnal (Tortosa, 1882 - Mèxic, 1947) va ser un tipògraf i periodista català, pare de Marçal Badia i Colomer.
Impressor d'ofici, va ser des de jove militant socialista. A Tarragona va ser redactor de La Aurora roja, portaveu de la Federació Obrera. En quedar-se sense feina, va anar a viure a Reus el 1906, on en trobà immediatament i s'afilià a l'Agrupació Socialista de Reus, fundada per Josep Recasens, amb el qual col·laborà en l'edició i redacció de La Justicia Social, que sortí a Reus del 1909 al 1916. Hi publicà assíduament fins que el 1914 va abandonar el periòdic i es donà de baixa del partit, segons sembla, per desavinences de caràcter amb Recasens. Olesti explica que segons Recasens, Badia tenia una facilitat poc comuna per a escriure, encara que era extremadament agressiu. En tenia tanta de facilitat que, component ell mateix el periòdic, escrivia articles sense escriure'ls, és a dir, que els feia sense quartilles, passant directament del seu magí a les lletres de motlle. Col·laborà en les publicacions La Reforma: eco de los dependientes de comercio del 1903 al 1905, Foc Nou una revista literària, del 1910 al 1911, al periòdic nacionalista Foment, des del 1918 al 1933, a la Revista del Centre de Lectura el 1927 i 1928, i a Ciutat el 1928. En algunes publicacions signava com a Joan Arnal. El 1918 va adquirir una llibreria al raval de Martí Folguera on es reunia una tertúlia literària i política. Durant la guerra civil va ser director del Diari de Reus, on quasi cada dia escrivia un llarg article editorial signat per ell de contingut socialista i antifeixista. El 1939 es va exiliar a Mèxic, on va morir l'any 1947.